# Große Sapote
Die Große Sapote (Pouteria sapota) oder spanisch Mamey sapote ist eine Pflanzenart aus der Familie der Sapotengewächse (Sapotaceae). Dieser im tropischen Amerika beheimatete Baum ist für seine großen, wohlschmeckenden Beerenfrüchte bekannt.

## Beschreibung
Pouteria sapota ist ein immergrüner oder laubabwerfender, milchsaftführender Baum. Er erreicht Wuchshöhen von 20 bis 25, selten auch bis 40 Meter und Stammdurchmesser von bis zu 1 Meter. Er kann Brettwurzeln ausbilden und die Borke ist gräulich bis bräunlich und mehr oder weniger längsrissig. Die pyramidale Baumkrone setzt sich aus waagrecht ausgebreiteten Zweigen zusammen. Der Baum führt einen Milchsaft.
Die gestielten Laubblätter stehen gehäuft an den Zweigenden. Sie sind elliptisch, länglich bis verkehrt-eiförmig, -eilanzettlich. Der Blattstiel misst 2 bis 5 Zentimeter, das Blatt selbst ist 10 bis 50 Zentimeter lang und 7 bis 16 Zentimeter breit. Die Blätter sind ganzrandig und an der Spitze abgerundet, rundspitzig oder spitz bis bespitzt. Nebenblätter fehlen.
Die Blüten stehen büschelig, zu sechst bis zwölft zusammen. Sie erscheinen fast sitzend bis kurz gestielt an den letztjährigen Zweigen, aus den Blattachseln schon abgefallener Blätter. Sie sind weiß, gelblich bis grünlich gefärbt. Die zwittrigen Blüten sind meist fünfzählig mit doppelter Blütenhülle. Die oft 6–8 Kelchblätter stehen in einem spiraligen Kreis und sind gelblich und haarig. Die leicht haarigen, im unteren Teil verwachsenen Kronblätter sind aufrecht, röhrig. Neben fünf fruchtbaren, kurzen Staubblättern gibt es fünf längliche, unfruchtbare Staminodien. Der oberständige, haarige und zweikammerige Fruchtknoten setzt sich aus fünf Fruchtblättern zusammen, der konische Griffel endet in einer kopfigen, geteilten Narbe.
Die entstehende Frucht ist eine Beere (Panzerbeere). Ihre Form ist eiförmig bis rundlich, die Spitze ist abgerund bis leicht spitz. Die Frucht wird bis über 20 Zentimeter lang und erreicht sieben bis zwölf Zentimeter Durchmesser. Ausgewählte Sorten bringen bis zu drei Kilogramm schwere Früchte hervor. Die Frucht wird von einer warzigen bis schorfigen und ledrigen, rauen, graubraunen bis leicht orangen Schale umgeben. Das Fruchtfleisch kann verschiedene Rot- oder Orangetöne aufweisen. Es ist bei der Reife weich und schmeckt süß, kann aber auch – je nach Sorte – Fasern enthalten. Jede Frucht enthält meist einen, selten bis zu vier Samen. Der große Samen ist braun bis schwarz, glänzend, ei- bis spindelförmig und 8 bis 10 Zentimeter lang, bei 3 bis 6 Zentimeter Breite. Es ist ein längliches, weißliches, mehr oder weniger großes Hilum auf einer Seite ausgebildet.

## Verbreitung
Das Verbreitungsgebiet von Pouteria sapota liegt im südlichen Mexiko, im nördlichen Nicaragua, in Guatemala, El Salvador, Belize und Honduras. Der Baum besiedelt tiefere Höhenlagen bis etwa 600 Meter, selten bis 1500 Meter. Er wächst bevorzugt auf sandig-lehmigen, tiefgründigen Böden. Der jährliche Niederschlag im Verbreitungsgebiet beträgt 900 bis 1800 mm, die Tiefsttemperaturen liegen bei 15 °C.
Durch seine Verwendung als Obst ist er inzwischen in vielen Gebieten Mittel- und Südamerikas verbreitet und teilweise auch verwildert. Seit 2016 findet man die Große Sapote auch auf den Bauernmärkten im Norden Teneriffas.

## Taxonomie
Synonyme für Pouteria sapota (Jacq.) H. E. Moore & Stearn sind Achras lucuma Blanco, Calocarpum sapota (Jacq.) Merr. und Sideroxylon sapota Jacq.

## Lebenszyklus
Die Blütezeit von Pouteria sapota ist von August bis Oktober, die Früchte reifen von Dezember bis März. Verschiedene kultivierte Sorten zeigen variable Erntezeiten. In Klimata mit ausgeprägter Trockenzeit konzentriert sich die Reife aller Früchte auf einen kurzen Zeitraum, bei stetiger Wasserversorgung erfolgt die Blüte und Fruchtreife über eine längere Periode. Eine Trockenzeit führt umgehend zu Laubfall. Die Samen keimen schnell, manchmal noch in der Frucht, meist nach zwei bis vier Wochen. Die Keimung erfolgt hypogäisch. Die Bäume blühen und fruchten nach etwa acht bis zehn Jahren.

## Verwendung

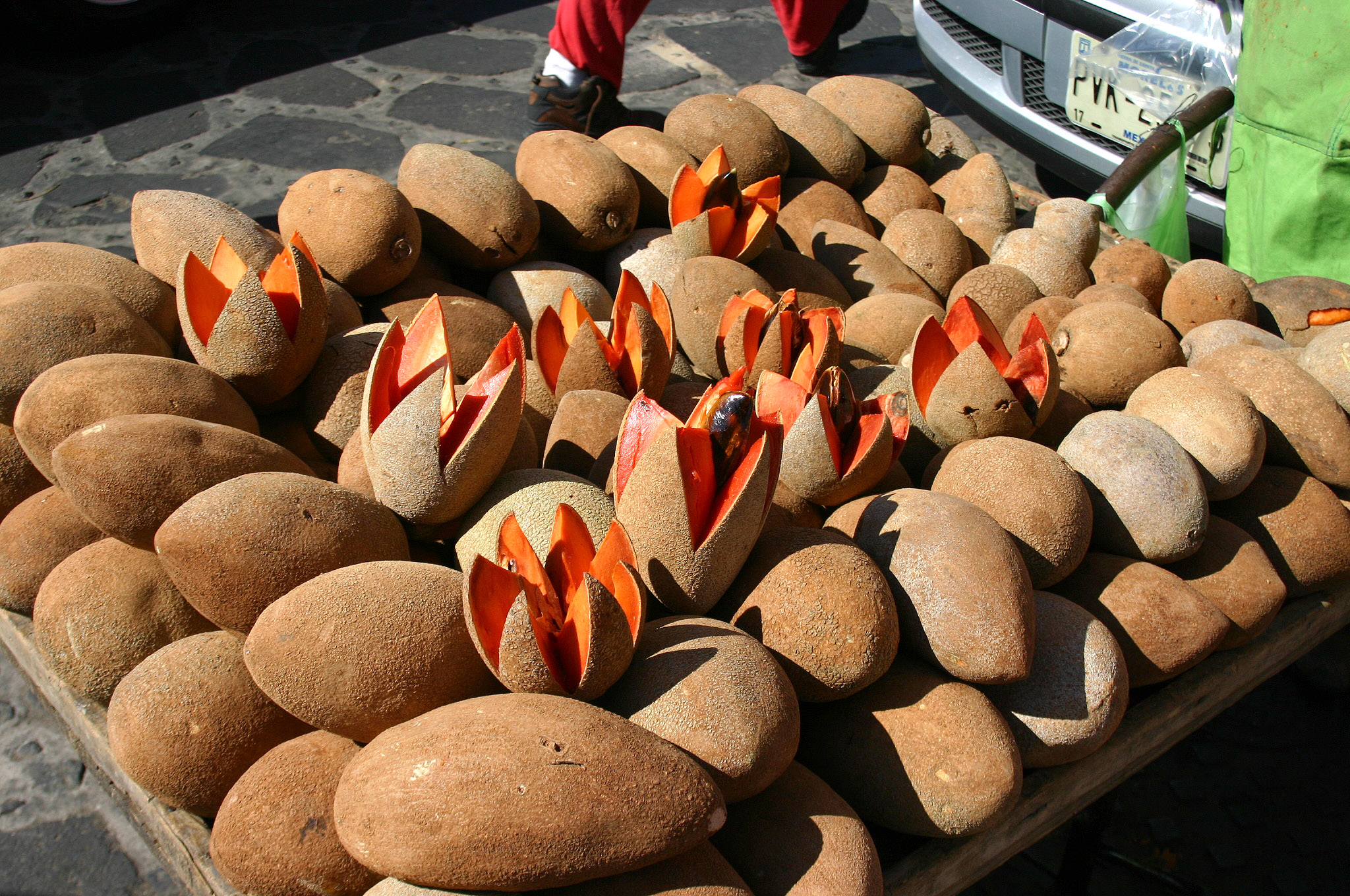
Früchte auf einem mexikanischen Markt

Pouteria sapota wird vor allem aufgrund der Früchte angebaut, die als Obst verwendet werden. Es sind verschiedene, wegen ihrer Fruchtqualität selektierte, Sorten im Handel.

### Fruchtfleisch
Das Fruchtfleisch wird frisch verzehrt oder zu verschiedenen Süßspeisen und Getränken verarbeitet. Reife Früchte halten sich einige Tage und können sofort nach dem Pflücken transportiert werden.
100 g Fruchtfleisch haben einen Brennwert von 480 kJ und enthalten:
| Bestandteil   | Menge            |
| ------------- | ---------------- |
| Wasser        | 55,3 – 73,1 g    |
| Proteine      | 0,188 – 1,97 g   |
| Fette         | 0,09 – 0,25 g    |
| Kohlenhydrate | 1,41 – 29,7 g    |
| Ballaststoffe | 1,21 – 3,20 g    |
| Kalzium       | 28,2 – 121,0 mg  |
| Phosphor      | 22,9 – 33,1 mg   |
| Eisen         | 0,52 – 2,62 mg   |
| Karotin       | 0,045 – 0,665 mg |
| Vitamin B1    | 0,002 – 0,025 mg |
| Vitamin B2    | 0,006 – 0,046 mg |
| Vitamin B3    | 1,574 – 2,58 mg  |
| Vitamin C     | 8,8 – 40,0 mg    |

### Samen
Die Samen haben ein aromatisches Bittermandel-Aroma. Sie werden bei der Zubereitung von Schokolade und anderen Süßspeisen verwendet. Sie enthalten 45 bis 60 % Öl, das zur Herstellung von Seife dienen kann.

### Holz
Das Holz ist hart und widerstandsfähig, es lässt sich gut bearbeiten. Das Splintholz ist schmal, das Kernholz ist rötlich und fein gemasert. Es wird zum Möbelbau, aber auch für den Hausbau verwendet.

### Medizin
Verschiedene Bestandteile des Baums werden zu medizinischen Zwecken verwendet: das Öl aus den Samen, gemahlene Samen, Rinde, Blätter und Milchsaft. Der Milchsaft reizt Augen und Haut stark, auch die Blätter werden als giftig bezeichnet.